# Oddział Bernarda Klimaszewskiego

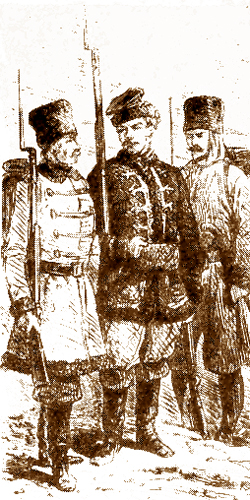
Fizylier

Oddział Bernarda Klimaszewskiego – partia powstańcza okresu powstania styczniowego.
Oddział został sforomowany na terenie dawnego województwa sandomierskiego, w okolicach Suchedniowa. Jego dowódcą był mjr Bernard Klimaszewski – przed powstaniem dyrektor fabryki żelaznej w Suchedniowie, który w styczniową noc wyruszył na Szydłowiec.
Żołnierze Klimaszewskiego jako batalion I pozostawali do dyspozycji Mariana Langiewicza. Walczyli w okolicach Suchedniowa, Parszowa i Wąchocka.
Oddział mjr. Klimaszewskiego w Parszowie miał 400 żołnierzy piechoty, z czego kilkudziesięciu było uzbrojonych w broń palną. Reszta to kosynierzy i kilku konnych.
Siły rosyjskie idące od strony Bzina były dowodzone przez gen. Marka – prowadził on 7 rot piechoty, 2 armaty, 2 szwadrony dragonów i sotnię Kozaków. Razem było to około 1800 dobrze uzbrojonych i zaprawionych w walkach żołnierzy.

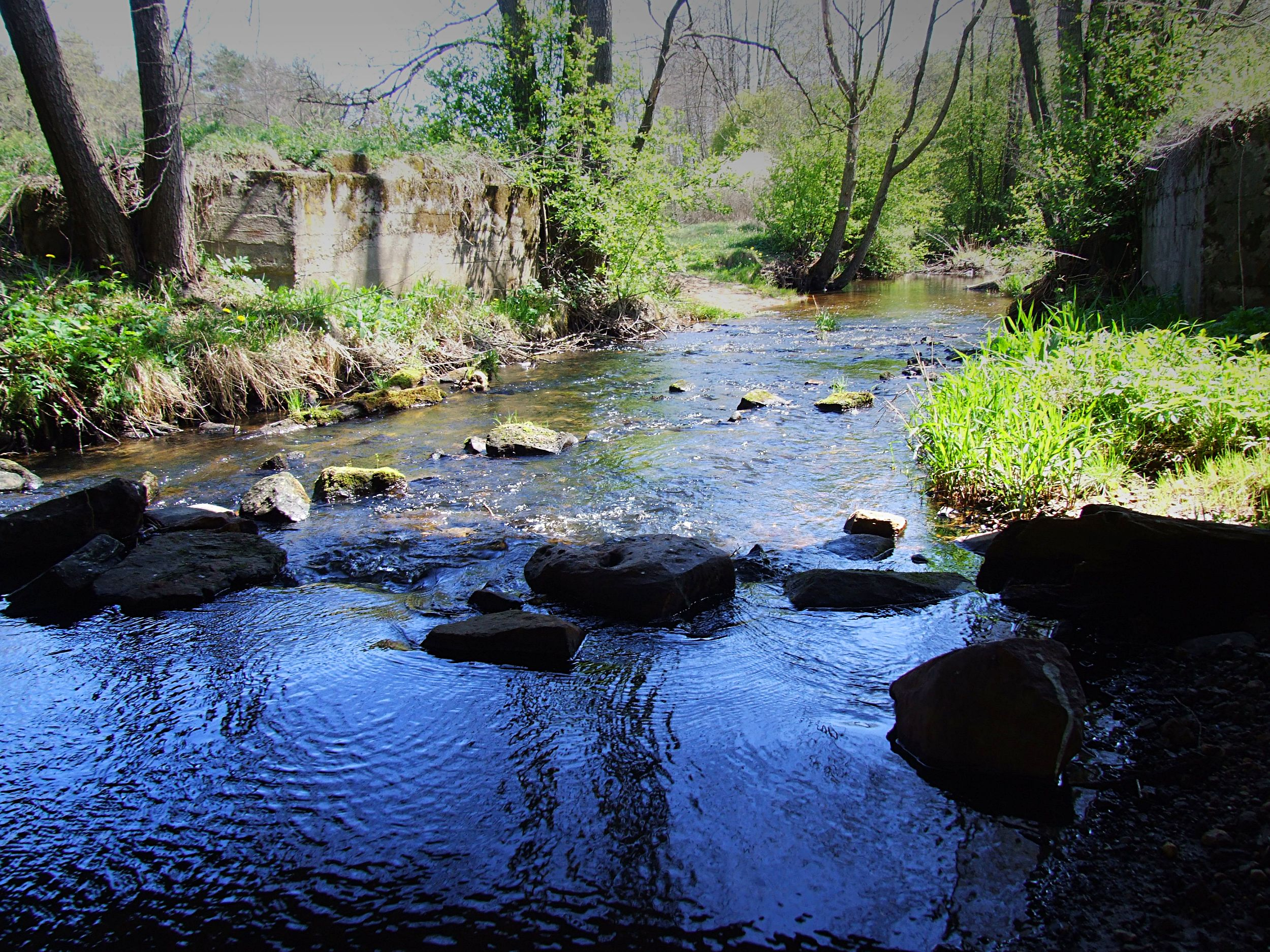
Żarnówka

Klimaszewski rozstawił w Parszowie swoich kilkudziesięciu strzelców po obydwu stronach szosy idącej w kierunku Bzina, kosynierów zaś ukrył za wielkimi piecami. Wysłany podjazd doniósł o nadciągającej szosą rosyjskiej kolumnie. Wówczas spuszczono w Mostkach wodę ze stawu, która tym samym powiększyła staw w Parszowie. Rozebrano również most na drodze prowadzącej do Bzina, zabezpieczając się przed nagłym atakiem wroga.
Rosjanie, przybywszy nad Żarnówkę, zatrzymali się. Kawaleria przeprawiła się wpław, piechota zaś, wydobywszy z rzeki bale i deski, ułożyła prowizoryczny most, po którym wszyscy łącznie z artylerią się przeprawili.

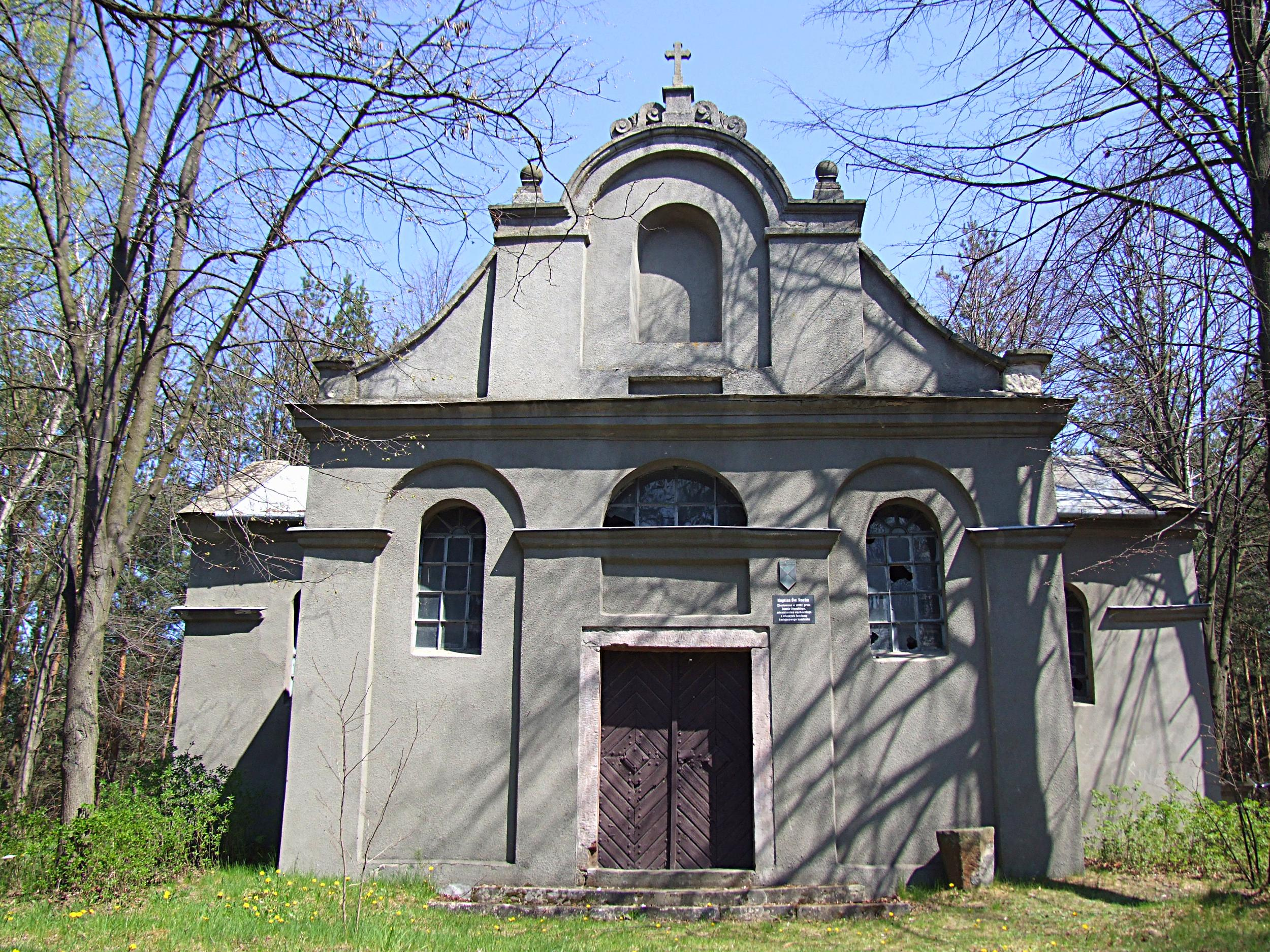
Wąchock

Klimaszewski wyszedł z Parszowa i umieścił wszystkich strzelców w tylnej straży, aby skutecznie mogli odpierać atak Moskali. Po natarciu nieprzyjaciela wycofano się do pobliskiego lasu. Droga dla Rosjan w kierunku Wąchocka była już wolna.
Mjr Klimaszewski postanowił rozwiązać oddział i złożyć broń. Powstańcy, ze względów bezpieczeństwa, rozchodzili się zazwyczaj kilkuosobowymi grupkami.